# Golful San Francisco

Coordonate: 37° 51′ 12" n. Br., 122° 22′ 3" w. L.
Pentru aria geografică din jurul golfului, vezi: San Francisco Bay Area (Regiunea Golfului San Francisco).
Golful San Francisco (în engleză: San Francisco Bay sau The Bay) este unul dintre cele mai mari golfuri de pe Coasta de Vest, de la Pacific, a Statelor Unite. Golful are o lungime de 70 de km și o lățime de 20 km, fiind situat în statul California. La intrarea în golf se află podul Golden Gate (Poarta de aur). Înspre nord, în dreptul orașelor San Pablo și San Rafael, începe golful San Pablo.

### Itinerarii
- World War II in the San Francisco Bay Area, a National Park Service Discover Our Shared Heritage Travel Itinerary